# 14 Shots to the Dome
| Оценки критиков      | Оценки критиков |
| Источник             | Оценка          |
| -------------------- | --------------- |
| Allmusic             | [ 1 ]           |
| Роберт Кристгау      | (B)             |
| Entertainment Weekly | (A)             |
| Rolling Stone        | [ 4 ]           |
| Rolling Stone        | [ 5 ]           |
| Trouser Press        | (unfavorable)   |
| Yahoo! Music         | (unfavorable)   |

14 Shots To The Dome — пятый студийный альбом американского рэпера LL Cool J, выпущенный в 1993 году.

## Об альбоме
Диск вышел спустя 3 года после выпуска успешного альбома LL Cool J, Mama Said Knock You Out. Стиль "14 Shots to the Dome" немного отличается от предыдущих альбомов рэпера. Здесь наблюдается стиль, похожий на стиль современников гангста-рэпа западного побережья, рэпера Ice Cube и группы Cypress Hill. Поэтому альбом получил смешанные оценки критиков и фанатов. Но всё же имел некоторый коммерческий успех, дебютировав на 5-й строчке чарта Billboard 200 и получив золотой статус от (RIAA)

## Список композиций
1. "How I'm Comin'"
2. "Buckin' Em Down'"
3. "Stand By Your Man"
4. "A Little Somethin"
5. "Pink Cookies in a Plastic Bag Getting Crushed by Buildings"
6. "Straight from Queens" (Featuring LT.)
7. "Funkadelic Relic"
8. "All We Got Left Is the Beat"
9. "(NFA) No Frontin' Allowed" (Featuring Lords of the Underground)
10. "Back Seat (Of My Jeep)"
11. "Soul Survivor'"
12. "Ain't No Stoppin' This"
13. "Diggy Down'"
14. "Crossroads"

## Позиции синглов в чартах
| Год  | Песня                           | Позиции в чартах  | Позиции в чартах                 | Позиции в чартах | Позиции в чартах |
| Год  | Песня                           | Billboard Hot 100 | Hot R&B/Hip-Hop Singles & Tracks | Hot Rap Singles  |                  |
| 1993 | "How I'm Comin"                 | #57               | #28                              | #8               |                  |
| 1993 | "Stand by Your Man"             | -                 | #67                              | #24              |                  |
| 1993 | "Back Seat (Of My Jeep)"        | #42               | #24                              | #2               |                  |
| 1993 | "Pink Cookies in a Plastic Bag" | #42               | #24                              | #2               |                  |